# Андреєв Леонід Миколайович
Леоні́д Микола́йович Андреєв  (*9 (21) серпня 1871, Орел, Російська імперія — †12 вересня 1919) — російський письменник, драматург. Родоначальник російського експресіонізму. Батько письменника, автора філософської книги «Роза світу», Данила Андреєва.

## Біографія
Батько письменника — землемір-таксатор Микола Іванович. Мати — Анастасія Миколаївна. Спільне життя Андреєвих складалося важко. Тільки з народженням сина Микола Іванович отримав посаду у банку. Миколу Івановича поважали за фізичну силу та почуття справедливості. Від нього Леонід Миколайович успадкував твердий характер. А від матері — свої творчі здібності. Анастасія Миколаївна дуже любила своїх дітей (в сім'ї їх було шестеро) і присвятила їм своє життя.
З дитинства Леонід Миколайович полюбляв театр і читав багато книжок.
Із 1882 року навчався в Орловській класичній гімназії. Не надто завзято ставився до навчання, проте старанно займався самоосвітою.
У 1889 році помирає батько Андреєва. Для родини знову настають важкі часи. Леонід Миколайович, як старший син, повинен забезпечувати сім'ю. Тому дає багато приватних уроків, виконує іншу роботу.
У 1891-му вступив на юридичний факультет Петербурзького університету. Але був відрахований через неможливість оплачувати навчання. Продовжив здобуття освіти в Московському університеті. Згодом у Москву до сина переїхали і мати Леоніда Миколайовича з дітьми. Успішно склав державний іспит, зайнявся юридичною практикою, проте швидко втратив цікавість до своєї професії.
Дебют Андреєва-прозаїка відбувся на сторінках «Кур'єра» у 1898 році, де була опублікована його розповідь «Баргамот і Гараська». У цей час Андреєв знайомиться із М. Горьким. Між ними зав'язується міцна дружба. Своїми вчителями Андреєв вважав Фрідріха Ніцше та Льва Толстого.
Навесні 1900 року Горький вводить Андреєва в гурток московських письменників-демократів (рос. «Среда»). Андреєв уважно прислухався до критики на свої твори.
Цей період — творчий підйом Леоніда Миколайовича. Знайомиться із Олександрою Михайлівною Велігорською — внучатою племінницею Т. Г. Шевченка, яка стала надійною помічницею в усіх справах письменника.
У 1901 році у видавництві «Знання» виходить друком перший том «Розповідей» Андреєва, що перевидавався кілька разів та розійшовся тиражем понад 50 тис. примірників.

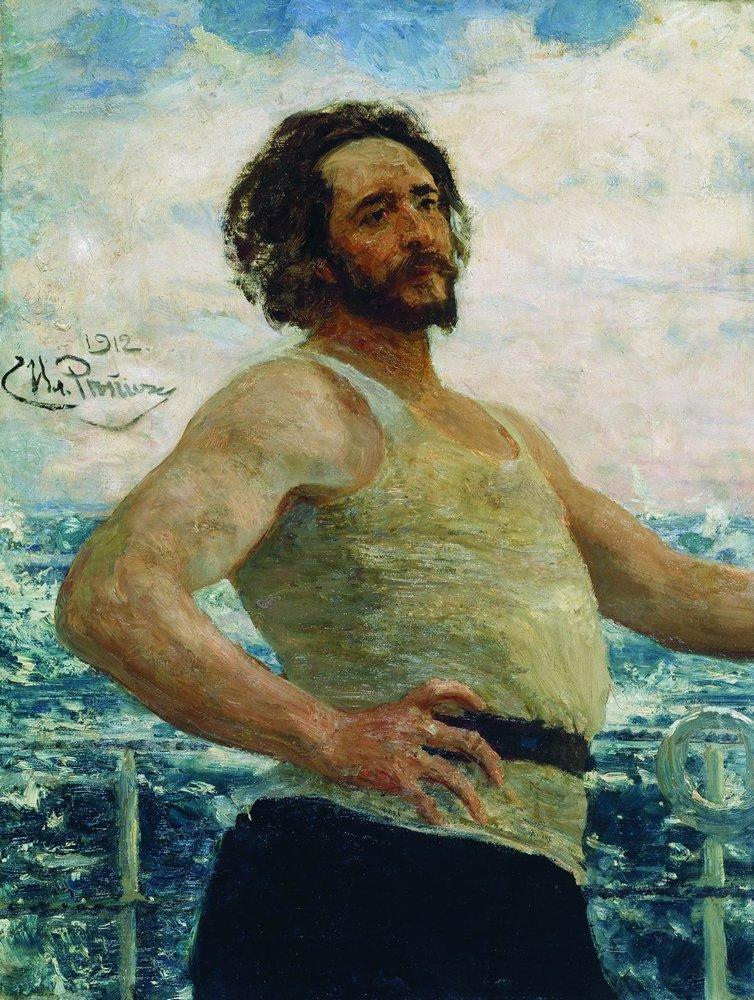
Леонід Андрєєв, портрет роботи Рєпіна (1912)

Перша п'єса Андреєва виходить у революційний 1905 рік («До зірок»), де відображається щира захопленість автора ідеями боротьби за свободу та сміливість людини.
У лютому 1905 року Андреєв переховував у себе вдома членів РСДРП, 9 лютого до нього на квартиру прибув для прийняття участі в з'їзді районних представників член Центрального Комітету РСДРП — Повар (Щеколдін Ф. І.), де був заарештований з Андреєвим. 10 лютого були посаджені в Таганську в'язницю за те, що напередодні на його квартирі пройшло таємне зібрання ЦК. Разом вони були випущені під заставу внесену Савою Морозовим. Після чого С. Морозов терміново покинув Росію, і в Каннах, в готельному номері 13 травня 1905 був знайдений мертвим з простреленими грудьми. Також Андреєв брав участь у демонстраціях, мітингах, з'їздах. Проте сам письменник визнавав, що він не є справжнім революційним борцем, тому що він, як був поза будь-якими партіями, так і залишився. Його революційність проявлялася лише в сфері думки.
У 1906 році помирає дружина письменника. Він намагається опанувати себе на острові Капрі, де відбувається розрив дружніх відносин із М. Горьким.
У 1908 році Андреєв оженився з Ганною Денисевич (вінчання відбулося 20 квітня в Ялті). Улітку вони переїхали в маленький новий будиночок у фінському селі Ваммельсуу.
Звістку про початок Першої світової війни сприйняв із запалом, сподіваннями на краще життя. Також Андреєв вважав, що світова війна — гарний стимул для розвитку літератури.
У 1916 році Леонід Миколайович очолив літературно-художній та критичний відділи нової петроградської газети «Російська воля».
Також привітно ставився до Лютневої революції. Але згодом зрозумів, що його надії не будуть утілені в життя. Називав більшовиків безумцями, що погублять Росію.
Письменник переїхав на свою дачу у Фінляндії. Хотів подорожувати Америкою та Європою. Проте цим задумам не судилося здійснитись. 12 вересня 1919 року Андреєв помер від параліча серця на дачі свого друга — лікаря та літератора Ф. Н. Фальковського

## Твори
- Повести и рассказы. М., 1957